# 真蜥腳類
真蜥腳類（学名：Eusauropoda）是蜥腳下目的一個演化支，生存於侏儸紀早期（托阿爾階）到白堊紀晚期（馬斯垂克階）。化石分佈於南極洲以外的各大陸。

## 定義
在1995年，保羅·阿普徹奇（Paul Upchurch）首次提出真蜥腳類演化支的名詞，包含所有比火山齒龍衍化的蜥腳類恐龍。在1997年，利安納度·薩爾加多（Leonardo Salgado）等人才提出真蜥腳類的第一個定義：巨腳龍與新蜥腳類的最近共同祖先，以及最近共同祖先的所有後代。阿普徹奇所提出的原始概念還包含蜀龍，後來的不同研究多認為重腳龍比蜀龍更為原始。

### 定義歷史
真蜥腳類的定義範圍，曾有以下不同的定義： 
- 包含薩爾塔龍，但不包含火山齒龍的最大演化支。
- 巨腳龍與新蜥腳類的最近共同祖先，以及最近共同祖先的所有後代。
- 較接近薩爾塔龍，而離火山齒龍較遠的所有物種。
- 蜀龍與薩爾塔龍的最近共同祖先，以及最近共同祖先的所有後代。

## 外部連結
- 真蜥腳類的分類定義與歷史 - Taxon Search.org.